# Sanktkopf
Der Sanktkopf bei Brauersdorf im nordrhein-westfälischen Kreis Siegen-Wittgenstein ist ein 606 m ü. NHN hoher Berg im Rothaargebirge im naturräumlichen Siegerland. 

## Geographie

### Lage
Der 'Sanktkopf erhebt sich in den Südwestausläufern des Rothaargebirges und im Süden des Naturparks Sauerland-Rothaargebirge. Sein Gipfel liegt etwa 3 Kilometer (km) ostnordöstlich von Brauersdorf, 3,5 km ostsüdöstlich von Eschenbach, 3,5 km nordöstlich von Beienbach und 3,1 km (jeweils Luftlinie) nordwestlich von Walpersdorf; sie alle sind Ortsteile von Netphen. Der Berg breitet sich in den Netphener Gemarkungen Obernau mit dortiger Gipfellage und Nauholz aus. In Richtung Westen bis Südwesten fällt die Landschaft des Sanktkopfs zur Obernautalsperre ab.

### Naturräumliche Zuordnung
Der Sanktkopf gehört in der naturräumlichen Haupteinheitengruppe Süderbergland (Nr. 33) und in der Haupteinheit Siegerland (331) zur Untereinheit Siegerländer Rothaar-Vorhöhen (Siegquellbergland; 331.2).

### Berghöhe
Der Sanktkopf ist laut der obersten Höhenlinie, die auf der Deutschen Grundkarte zu erkennen ist, etwa 606 m hoch; in der Mitte von deren Höhenring liegt eine Höhenkote ohne Höhenangabe, so dass der Berg möglicherweise noch etwas höher ist. Etwa 70 m westnordwestlich des Gipfels ist ein trigonometrischer Punkt auf 605,6 m Höhe verzeichnet. In topographischen Kartendiensten des Bundesamts für Naturschutz (BfN) ist zudem 606 m als Höhenangabe zu finden.

### Fließgewässer
Nordwestlich des Sanktkopfs fließt die Obernau vorbei, südöstlich deren Zufluss Nauholzbach. An den Hängen des Sanktkopfs entspringen namenlose Zuflüsse beider Bäche, sowie einige Zuflüsse der Obernautalsperre, zu denen der Stellbach und ein namenloses Fließgewässer gehören.

## Verkehr und Wandern
Über den Sanktkopf führen keine Straßen, jedoch eine Vielzahl von Waldwegen.